# Dmitri Mazepin

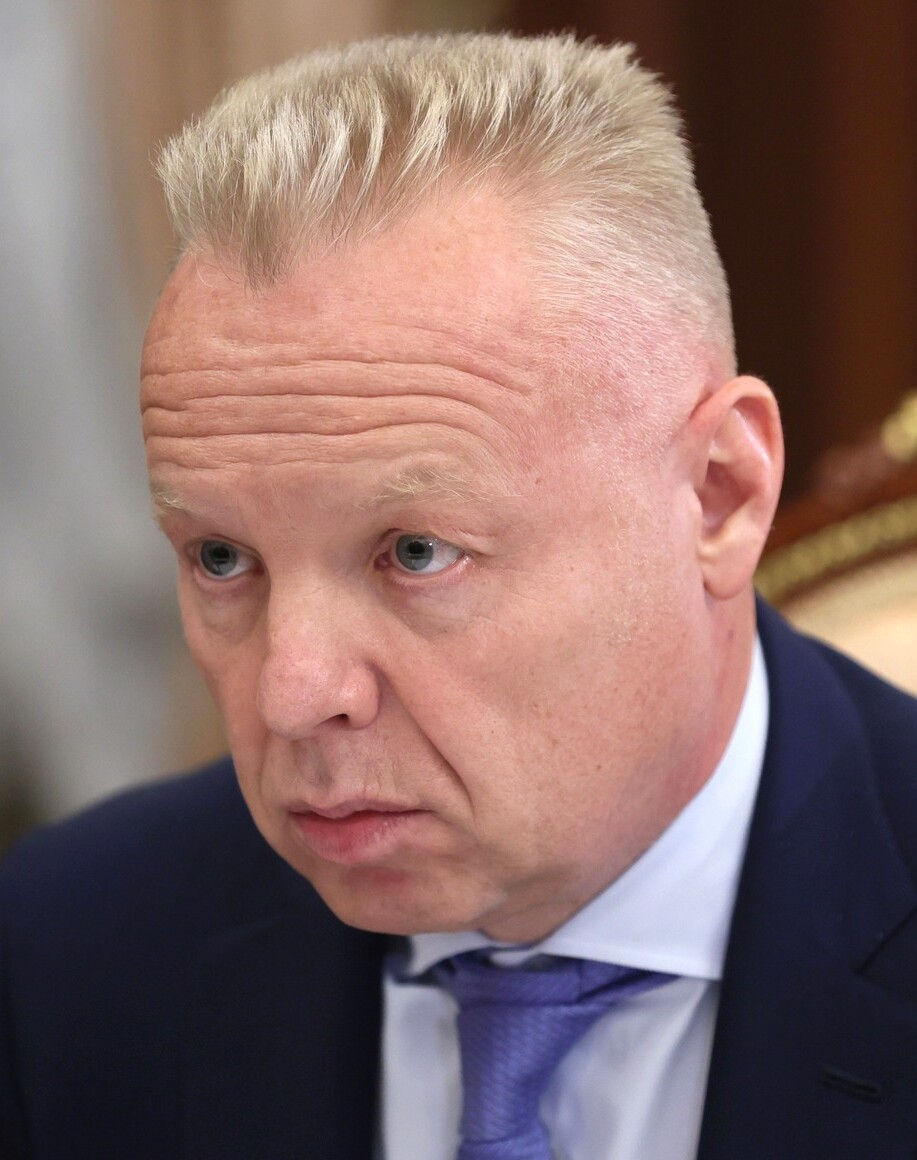
Dmitri Mazepin

Dmitri Arkadjevitsj Mazepin (Russisch: Дмитрий Аркадьевич Мазепин, Wit-Russisch: Дзмітрый Мазепін) (Minsk, Wit-Russische SSR, Sovjet-Unie, 18 april 1968) is een Russische oligarch-zakenman geboren in Wit-Rusland. Hij is meerderheidsaandeelhouder en voorzitter van de firma Oeralchim. Zijn zoon Nikita Mazepin heeft in 2021 gereden voor het Haas F1 team.

## Zakelijk begin (1992-2002)
Mazepin was van 1992 tot 1993 de CEO van de verzekeringsmaatschappij Infistrach. Twee jaar daarna bekleedde hij de functie van plaatsvervangend filiaalmanager bij Belarusbank, voordat hij in 1995 verschillende leidinggevende functies bekleedde bij Falkon Bank. Van 1996 tot 1997 was hij plaatsvervangend CEO van Raznoimport, een handelaar in grondstoffen.
Zijn eerste grote zakelijke opdracht kwam ook in 1997, met zijn benoeming tot de functie van vice-president van TNK, de Tjoemen Aardolie Maatschappij. Het bedrijf had zojuist Nizjnevartovskneftegaz als dochteronderneming overgenomen en Mazepin werd benoemd tot uitvoerend directeur belast met het opnieuw winstgevend maken van het bedrijf. Volgens een interview in 2009 is Mazepin er uiteindelijk in geslaagd Nizjnevartovskneftegaz verliesvrij te maken.
Daarna was Mazepin tussen 1998 en 1999 de vice-president van de raad van bestuur van de Flora-bank te Moskou, was hij de CEO van steenkoolproducent Koezbassoegol, en werd hij vervolgens benoemd tot eerste vice-voorzitter van het Fonds Russisch Federaal Bezit in 2002.

## Belangrijke benoemingen (2003-heden)
Mazepin was de president van Sibur, een dochteronderneming van de grote gasproducent Gazprom, in 2002 en bekleedde de functie tot 2003. Hij werd uitgenodigd om de positie op zich te nemen ter vervanging van Jakob Goldovski, die werd gearresteerd wegens het illegaal verwijderen van activa van Gazprom uit het bedrijf. Mazepin kreeg de opdracht om deze activa terug te geven onder de operationele controle van Gazprom, en om de destijds zwaar in de schulden gestoken onderneming te stabiliseren. Het bedrijf onderging uitgebreide technische audits om de inactieve capaciteit weer op gang te brengen en verschillende problemen met betrekking tot het welzijn van werknemers, waaronder achterstallige betalingen en huisvestingsomstandigheden, werden opgelost. Mazepin probeerde ook de inkomstenbronnen van Sibur te diversifiëren door in 2003 met Sibneft een MOU over gasverwerking te ondertekenen.
In 2004 richtte Mazepin zijn eigen bedrijf op in de sector na zijn vertrek uit Sibur. Constructive Bureau, een bedrijf dat onder zeggenschap staat van Mazepin, verwierf een meerderheidsbelang in de chemische fabriek van Kirovo-Tsjepetsk tijdens een openbare veiling, waarmee het Gazprom overbood. Mazepin werd voorzitter van de raad van bestuur van de fabriek in 2005. Constructive Bureau nam later ook belangen in de in Perm gevestigde naamloze vennootschappen Halogen en Minoedobrenia, Berezniki Azot en het in Volgograd gevestigde Chimprom (overgedragen aan Renova in 2006).

## Oeralchim en Oeralkali
In 2007 werden alle activa onder de controle van Mazepin samengevoegd tot Uralchem United Chemicals Company, een naamloze vennootschap, en Mazepin werd de voorzitter van de raad van bestuur van Oeralchim.
In juni 2008 verwierf Mazepin een belang van 75,01% in Voskresensk Mineral Fertilizers, waarmee dit belang in 2011 werd verhoogd tot 100%. In hetzelfde jaar combineerde hij de productiefaciliteiten van Kirovo-Tsjepetsk Plant en Perm Halogen tot Halopolymer, een openbare naamloze vennootschap. Hij nam ontslag uit de Raad van Bestuur van Halopolymer in 2015. De belangrijkste productiemiddelen van het bedrijf zijn de Azot-vestiging in Berezniki, de Perm Mineral Fertilizers-tak in Perm, de Kirovo-Tsjepetsk Chemical Plant-tak in Kirovo-Tsjepetsk en Voskresensk Mineral Fertilizers in de regio Moskou.
in december 2013 verwierf Mazepin een belang van 20% in 's werelds grootste potasproducent, Oeralkali, in een deal die naar schatting $ 2,9 miljard waard was. De overname werd gefinancierd met een lening van $ 4,5 miljard van VTB. Een maand eerder had Michail Prochorov ook een belang van 21,75% in het bedrijf gekocht van Soelejman Kerimov. Mazepin nam op dat moment de operationele controle over het bedrijf over en won in maart een zetel in de Raad van Bestuur van Oeralkali. Sinds 2014 is hij ook vice-voorzitter van de raad van bestuur van Oeralkali.
Als onderdeel van een bedrijfsontwikkelingsstrategie heeft Mazepin geprobeerd beide bedrijven kennis te laten maken met Afrikaanse markten. Zowel Oeralchim als Oeralkali zijn in gesprek met verschillende Afrikaanse landen om de productie te verhogen en nieuwe fabrieken op het continent te bouwen. In december 2018 had Mazepin een ontmoeting met de Keniaanse president Uhuru Kenyatta om nieuwe zakelijke deals te bespreken nu de betrekkingen tussen Rusland en Kenia verbeteren.
Mazepin had in 2018 een ontmoeting met de president van Zimbabwe, Emmerson Mnangagwa, en de president van Zambia, Edgar Lungu. Zimbabwe en Zambia zullen naar verwachting belangrijke knooppunten worden voor de productie van kunstmest, aangezien de wereldwijde vraag zal toenemen. Mazepin had in maart 2019 ook een ontmoeting met de president van Angola, João Lourenço, om de mogelijke bouw van een ureumfabriek in het land te bespreken met een capaciteit van 1 miljoen ton per jaar. Tijdens het Russia-Africa International Forum dat in oktober 2019 werd gehouden, had Mazepin een ontmoeting met Emmerson Mnangagwa en de president van Mozambique, Filipe Jacinto Newsy. Dit was om de interesse van Oeralchem om te investeren in de productie van minerale meststoffen in Zimbabwe te herbevestigen, aangezien het al kunstmest leverde aan Zimbabwe, Zambia, Kenia en Angola, en begon te leveren aan Mozambique.